# Мбунга-Кимпиока, Беньямин
Беньямин Мбунга-Кимпиока (швед. Benjamin Mbunga Kimpioka; род. 21 февраля 2000, Уппсала, Уппсала) — шведский футболист, нападающий клуба «АИК».

## Клубная карьера
Футболом начал заниматься в команде «Книвста» из его родного города. В 12-летнем возрасте перешёл в «Сириус». Выступая за юношескую команду клуба привлёк внимание скаутов английского «Сандерленда», в академию которого перебрался в июле 2016 года. За молодёжный состав клуба выступал в юношеских и молодёжных турнирах английской лиги профессионального развития. 4 сентября 2018 года дебютировал за основной состав клуба в турнире Трофей Английской футбольной лиги с молодёжным составом «Сток Сити», появившись на поле на 75-й минуте вместо Чарли Уайка. В общей сложности провёл за клуб 18 матчей во всех турнирах, в которых забил четыре мяча. 2021 год провёл на правах аренды в клубах Национальной лиги. В первой половине года сыграл 10 матчей за «Торки Юнайтед», а во второй — два матча за «Саутенд Юнайтед».
1 апреля 2022 года вернулся на родину, подписав трёхлетнее соглашение со столичным АИК. В его составе 17 апреля 2022 года дебютировал в чемпионате Швеции в игре очередного тура с «Мальмё». Мбунга-Кимпиока появился на поле в середине второго тайма вместо Николаса Стефанелли.

## Клубная статистика
| Выступление      | Выступление       | Выступление      | Лига | Лига | Кубки | Кубки | Конт. кубки | Конт. кубки | Итого | Итого |
| Клуб             | Лига              | Сезон            | Игры | Голы | Игры  | Голы  | Игры        | Голы        | Игры  | Голы  |
| ---------------- | ----------------- | ---------------- | ---- | ---- | ----- | ----- | ----------- | ----------- | ----- | ----- |
| Сандерленд       | Лига 1            | 2018/19          | 4    | 0    | 5     | 2     | 0           | 0           | 9     | 2     |
| Сандерленд       | Лига 1            | 2019/20          | 4    | 1    | 1     | 0     | 0           | 0           | 5     | 1     |
| Сандерленд       | Лига 1            | 2020/21          | 0    | 0    | 0     | 0     | 0           | 0           | 0     | 0     |
| Сандерленд       | Лига 1            | 2021/22          | 2    | 1    | 2     | 0     | 0           | 0           | 4     | 1     |
| Сандерленд       | Итого             | Итого            | 10   | 2    | 8     | 2     | 0           | 0           | 18    | 4     |
| Торки Юнайтед    | Национальная лига | 2020/21          | 10   | 0    | 0     | 0     | 0           | 0           | 10    | 0     |
| Торки Юнайтед    | Итого             | Итого            | 10   | 0    | 0     | 0     | 0           | 0           | 10    | 0     |
| Саутенд Юнайтед  | Национальная лига | 2021/22          | 2    | 0    | 0     | 0     | 0           | 0           | 2     | 0     |
| Саутенд Юнайтед  | Итого             | Итого            | 2    | 0    | 0     | 0     | 0           | 0           | 2     | 0     |
| АИК              | Алльсвенскан      | 2022             | 3    | 0    | 0     | 0     | 0           | 0           | 3     | 0     |
| АИК              | Итого             | Итого            | 3    | 0    | 0     | 0     | 0           | 0           | 3     | 0     |
| Всего за карьеру | Всего за карьеру  | Всего за карьеру | 25   | 2    | 8     | 2     | 0           | 0           | 33    | 4     |